# Han Weber
J.F. (Han) Weber (IJmuiden, 1967) is een Nederlands bestuurder en D66-politicus. Sinds 30 september 2019 is hij burgemeester van Zuidplas. 

## Biografie

### Maatschappelijke carrière
Weber heeft rechtsgeleerdheid met als specialisatie staats- en bestuursrecht gestudeerd aan de Rijksuniversiteit Leiden. Na zijn studie heeft hij onder andere gewerkt bij de VNG en als public affairs manager bij ProRail.

### Politieke carrière
Van 1994 tot 2007 was hij namens D66 Statenlid en fractievoorzitter. Vanaf 2011 tot 2019 was hij namens D66 gedeputeerde. Van 2011 tot 2015 had Weber Groen, Water, Kust, Cultureel erfgoed en Media in zijn portefeuille en vanaf 2015 Energie, Natuur & Recreatie, Landbouw en Integraal Ruimtelijk Project: Goeree-Overflakkee. Op 9 mei 2019 nam hij voortijdig afscheid als gedeputeerde.
Op 15 juli 2019 heeft de gemeenteraad van Zuidplas besloten Weber aan te bevelen als nieuwe burgemeester. Op 9 september 2019 werd bekendgemaakt dat de minister van Binnenlandse Zaken en Koninkrijksrelaties heeft besloten hem te laten benoemen bij koninklijk besluit. De benoeming ging in op 30 september 2019. 

### Persoonlijk
Weber is getrouwd en heeft twee kinderen. In zijn vrije tijd houdt hij van wandelen, fietsen, kamperen en lezen.